# Walter Rehberg
Walter Rehberg (14 de mayo de 1900-24 de octubre de 1957) fue un pianista, compositor y crítico musical suizo especialmente activo desde la década de 1920 a 1950.
Walter Rehberg pertenecía a una línea de notables pianistas. Su abuelo fue Friedrich Rehberg, un pianista distinguido y su padre Willy Rehberg (1863-1937). Walter estudió con su padre en el Conservatorio Hoch, en Fráncfort, y en la Escuela Universitaria de Música de Mannheim. Más tarde recibió la matrícula de Eugen d'Albert. En Fráncfort ejerció como profesor de música durante un cierto tiempo, teniendo entre otros alumnos a Walter Frey. 
En 1924 compuso sonatas para piano, una sonata de violín y otras piezas de piano. Durante los años 1920 y 1930 realizó grabaciones para discos de Polydor/Brunswick y en los años cuarenta grabó para Decca.